# حسین عرفانی
حسین عرفانی پارسائی (۵ مرداد ۱۳۲۱ – ۲۱ شهریور ۱۳۹۷) دوبلور، مدیر دوبلاژ، گوینده، بازیگر و مجری رادیو اهل ایران بود. او کار دوبله را از سال ۱۳۴۰ و مدیریت دوبلاژ را از ۱۳۵۶ آغاز کرد.

## زندگی هنری

### تئاتر
حسین عرفانی همانند بسیاری از هنرمندان موفق عرصه دوبله کار خود را با تئاتر آغاز کرد. وی از سال ۱۳۳۵ فعالیت هنری خود را در تئاتر آغاز نمود.

### آغاز کار دوبله
حسین عرفانی پیش از ورود به عرصه دوبله با سینما و دوبلورها آشنا بود و در سن نوزده سالگی به علی کسمایی در استودیو مولن روژ معرفی شد. پس از مدتی نزد احمد رسول‌زاده رفت و در فیلم «پروفسور کم‌حافظه» به کار گویندگی پرداخت. احمد رسول‌زاده با دیدن توانایی‌های وی او را به عنوان یکی از دوبلورهای خوب آینده برشمرد. پس از کار در استودیو مولن روژ به استودیو شهاب رفت. در سال‌های بعد با مدیران دوبلاژ بسیاری از جمله عطاءا.. کاملی آشنا شد و در نخستین نقش اول خود به جای اورسن ولز صحبت کرد.

### خصوصیات صدا
از خصوصیات این گوینده دامنه صدایی مردانهٔ منحصر به فرد، نیرومند (بَم)، گسترده و انعطاف‌پذیر او بود که توانایی بسیاری در تیپ‌سازی داشت.

### کارنامه
حسین عرفانی بیش از پنج دهه به گویندگی پرداخت. پرکار و پر انرژی بود و متنوع کار می‌کرد به طوری که وزنه ای در دوبله ایران محسوب می‌شد. عرفانی یک نقش اول گوی برجسته در تاریخ دوبله ایران بود، انتخابی مناسب برای گویندگی به جای شخصیت‌های سرشناس نقش اول مرد. فیلم‌های پرآوازه که بخاطر تیپ گویی و صدای گسترده در سایر نقش‌ها نیز موفق عمل می‌کرد.
در سال ۱۳۵۳ با خریداری فیلم‌های بوگارت توسط تلویزیون حسین عرفانی توسط لطیف پور و مهر آسا برای گویندگی به جای بوگارت انتخاب شد. صدای خشن و مقتدر حسین عرفانی و لحن سریع گفتار وی به‌خوبی القا کننده ویژگی‌های شخصیتی این بازیگر بود. مشابه چنین تیپی را عرفانی در چند فیلم با بازی سرژیو نیکولائسکو اجرا کرد که این نقش (کمیسر مولدوان) نیز بسیار مورد توجه قرار گرفت.

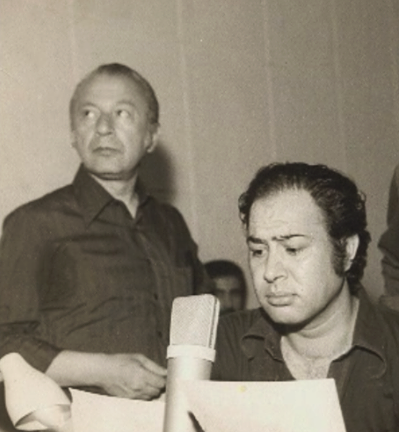
عرفانی و علی کسمایی در هنگام دوبله فیلم گوزن‌ها (۱۳۵۳)

گویندگی عرفانی به جای ستارگانی چون هامفری بوگارت (در فیلم‌های شاهین مالت و کازابلانکا) و مردان میانسالی مانند کلارک گیبل (در بربادرفته)، ویلیام هولدن (شبکه)، مارلون براندو (شورش در کشتی بونتی) و فرانسیس سولیوان/آقای جاگرز (آرزوهای بزرگ)، یادآور دوران درخشان دوبله در ایران است. گویندگی به جای هفت نقش با بازی دیتر هالروردن در فیلم کمیک دی دی و ارثیه فامیلی کاری استثنایی در دوبله ایران محسوب می‌شود.
از آنجا که وی مجموعه فیلم‌های آرنولد شوارتزنگر را دوبله کرده بود به عنوان گوینده ثابت نقش‌های وی نیز شناخته شد. وی همچنین به جای بازیگرانی همچون ساموئل ال. جکسون و مورگان فریمن صحبت کرده بود. در بسیاری از کارهای بیاد ماندنی حسین عرفانی به عنوان گوینده نقش اول مرد (مانند دواین جانسون) ،شهلا ناظریان گویندگی نقش اول زن را به عهده داشته است.
گویندگی نقش اول سریال مدیر کل نیز از دیگر فعالیت‌های وی به‌شمار می‌رود.

### بازیگری
وی در فیلم سینمایی حرمت رفیق (۱۳۵۶) و مجموعه تلویزیونی تلخ و شیرین (۱۳۵۳) و مجموعه تلویزیونی عالیجناب (۱۳۹۶) به ایفای نقش پرداخته است.

## درگذشت
عرفانی که به علت ابتلا به سرطان ریه در بخش مراقبت‌های ویژه بیمارستان بستری بود، در ۲۱ شهریور ۱۳۹۷ در سن ۷۶ سالگی درگذشت.

## فهرست آثار
| شخصیت                     | بازیگر            | نام اثر                       | ساخته                                                                             |
| ------------------------- | ----------------- | ----------------------------- | --------------------------------------------------------------------------------- |
| سم اسپید (کارآگاه)        | هامفری بوگارت     | شاهین مالت                    | ساخته ۱۹۴۱ جان هیوستون، مدیر دوبلاژ: عطاا.. کاملی                                 |
| رت باتلر                  | کلارک گیبل        | بربادرفته                     | مدیر دوبلاژ: خسرو خسروشاهی ساخته ۱۹۳۹                                             |
| ریک بلین                  | هامفری بوگارت     | کازابلانکا                    | مدیر دوبلاژ: سعید شرافت ساخته ۱۹۴۲ مایکل کورتیز                                   |
| گلاوز داناهیو             | هامفری بوگارت     | سراسر شب                      | ساخته ۱۹۴۲ وینسنت شرمن                                                            |
| ژان                       | هامفری بوگارت     | گذرگاهی به سوی مارسی          | ساخته ۱۹۴۴ مایکل کورتیز                                                           |
| ریک لِلاند                 | هامفری بوگارت     | عبور از اقیانوس آرام          | مدیر دوبلاژ: احمد رسول زاده                                                       |
| فیلیپ مارلو               | هامفری بوگارت     | خواب بزرگ (خواب ابدی)         | ساخته ۱۹۴۶                                                                        |
| وینسنت پری                | هامفری بوگارت     | گذرگاه تاریک                  | ساخته ۱۹۴۷                                                                        |
| مارک بریدن                | هامفری بوگارت     | دارالتادیب                    | ساخته ۱۹۳۸                                                                        |
| جیمز کارمودی              | هامفری بوگارت     | دست چپ خدا                    | ساخته ۱۹۵۵                                                                        |
| اتللوی مغربی              | اورسن ولز         | اتللو                         | ساخته اورسن ولز، ۱۹۵۲                                                             |
| فلچر (افسر نیروی دریایی)  | مارلون براندو     | شورش در کشتی بونتی            | ساخته ۱۹۶۲ دوبله دوم                                                              |
| کریستف کلمب               | ژرار دوپاردیو     | ۱۴۹۲، فتح بهشت                | ساخته ریدلی اسکات، ۱۹۹۲                                                           |
| جان دو                    | گری کوپر          | ملاقات با جان دو              | ساخته فرانک کاپرا، ۱۹۴۱                                                           |
| کاپیتان هوراشیو هورنبلوئر | گریگوری پک        | کاپیتان هوراشیو               | ساخته ۱۹۵۱                                                                        |
| لورنس                     | پیتر اوتول        | لورنس عربستان                 | ساخته دیوید لین، مدیر دوبلاژ: ایرج ناظریان                                        |
| استیو لیچ                 | چارلتون هستون     | کشور بزرگ                     | ساخته ۱۹۵۸                                                                        |
| فیلیپ وندام               | جیمز میسون        | شمال از شمال غربی             | ساخته آلفرد هیچکاک، ۱۹۵۹                                                          |
| ریش قرمز                  | توشیرو میفونه     | ریش قرمز                      | ساخته کوروساوا - ۱۹۶۵                                                             |
| قوبلای خان                | آنتونی کوئین      | ماجراهای شگفت‌انگیز مارکو پولو | ساخته ۱۹۶۵                                                                        |
| آقای جاگرز                | فرانسیس سولیوان   | آرزوهای بزرگ                  | ساخته ۱۹۴۶ دیوید لین                                                              |
| مکس شوماخر                | ویلیام هولدن      | شبکه                          | ساخته ۱۹۷۶ - سیدنی لومت                                                           |
| نقاش                      | ژان گابن          | عبور از پاریس                 |                                                                                   |
| تونی نیکوزیا              | آمدئو نازاری      | دسته سیسیلی‌ها                 |                                                                                   |
| کمیسر مولدوان             | سرژیو نیکولاسکو   | کمیسر متهم می‌کند              | ساخته ۱۹۷۳                                                                        |
| کمیسر مولدوان             | سرژیو نیکولاسکو   | انتقام                        | سینمای رومانی                                                                     |
| کمیسر مولدوان             | سرژیو نیکولاسکو   | دوئل                          | سینمای رومانی                                                                     |
| مایلز هندون               | الیور رید         | شاهزاده و گدا                 | ساخته ۱۹۷۷                                                                        |
| دکارد                     | هریسون فورد       | بلید رانر (تیغ رو)            | ساخته ۱۹۸۲ - دوبله اول                                                            |
| کلانتر                    | باد اسپنسر        | کلانتر و گمشده فضایی          | ساخته ۱۹۷۹                                                                        |
| ترمیناتور                 | آرنولد شوارتزینگر | نابودگر ۲ (روز داوری)         | ساخته ۱۹۹۱                                                                        |
| دکتر یامانه               | تاکاشی شیمورا     | گودزیلا                       | ساخته ۱۹۵۴                                                                        |
| جولز وینفیلد              | ساموئل ال. جکسون  | داستان عامه پسند              | ساخته ۱۹۹۴                                                                        |
| ویل راندل                 | جک نیکلسون        | گرگ                           | ساخته ۱۹۹۴                                                                        |
| الیس (رد)                 | مورگان فریمن      | رستگاری در شائوشنگ            | ساخته ۱۹۹۴- فرانک دارابونت                                                        |
| ادی «آهن قراضه»           | مورگان فریمن      | محبوب میلیون دلاری            | ساخته ۲۰۰۴ کلینت ایستوود                                                          |
| ماندلا                    | مورگان فریمن      | شکست ناپذیر                   | ساخته ۲۰۰۹ کلینت ایستوود                                                          |
| ژان والژان                | لیام نیسون        | بینوایان                      | ساخته ۱۹۹۸                                                                        |
| زئوس                      | لیام نیسون        | نبرد تایتان‌ها                 |                                                                                   |
| مورفیوس                   | لارنس فیشبرن      | ماتریکس                       | سه‌گانه (۱۹۹۹ تا ۲۰۰۳)                                                             |
| گندالف                    | ایان مک کلن       | ارباب حلقه‌ها                  | سه‌گانه (۲۰۰۱ تا ۲۰۰)                                                              |
| لوشیوکس فاکس              | مورگان فریمن      | شوالیه تاریکی                 | سه‌گانه (۲۰۱۲–۲۰۰۵)                                                                |
| رائول سیلوا               | خاویر باردم       | اسکای فال                     | ۲۰۱۳                                                                              |
| بازرس کلوزو               | استیو مارتین      | پلنگ صورتی                    |                                                                                   |
| کلانتر                    | جف بریج           | شهامت واقعی                   | ساخته ۲۰۱۰                                                                        |
| بودن (کارلوس براون)       | آلن آتری          | عملیات مرداب                  | ساخته ۱۹۸۱ - والتر هیل                                                            |
| مگی فیتزجرالد             |                   | محبوب میلیون دلاری            |                                                                                   |
| دکتر اختاپوس              | آلفرد مولینا      | مرد عنکبوتی ۲                 | ساخته ۲۰۰۴ - سم ریمی                                                              |
| مرد شنی                   | توماس هیدن چرچ    | مرد عنکبوتی ۳                 | ساخته ۲۰۰۷ - سم ریمی                                                              |
| جک بورگارد                | هنری فوندا        | به من می‌گن هیچ‌کس              | دوبلهٔ سوم (صداپیشگان دوبلهٔ اول و دوم به ترتیب ابوالحسن تهامی‌نژاد و احمد رسول‌زاده) |
| دکتر هادسون               | پل نیومن          | انیمیشن ماشین‌ها ۳             | دوبله اول صدا وسیما                                                               |
| توربو                     | مایک شانون جنکینز | شکست ناپذیر ۳                 | ساخته ۲۰۱۰                                                                        |
| کارتر اسلید               | سم الیوت          | روح سوار                      | ساخته ۲۰۰۷                                                                        |

### دیگر فیلم‌های خارجی
- سریال لویی پاستور
- میشل استروگف (رایموند هارمستورف)
- عزالدین قسام
- لبه تاریکی (جو دان بیکر)
- سریال از سرزمین شمالی (شوهر مادر جان و هوتارو)
- لوسی (فیلم ۲۰۱۴) (مورگان فریمن)،
- لیام نیسون (برخورد تایتان‌ها، بینوایان)
- آرنولد شوارتزنگر (ترمیناتور، نابودگر ۲: روز داوری ،ترمیناتور ۳، ترمیناتور جنسیس، کماندو ،انتقام منصفانه ،غارتگر، داغ سرخ ،یادآوری مطلق ،آخرین حرکت قهرمان، روز ششم، آسیب ناخواسته، دور دنیا در ۸۰ روز ،بی‌مصرف‌ها، بی‌مصرف‌ها ۲ ،بی‌مصرف‌ها ۳، آخرین ایستگاه ،نقشه فرار ،سابوتاژ، مگی ،عواقب)
- هامفری بوگارت (مکافات، داشتن و نداشتن، کی لارگو)
- اورسون ولز (بیگانه، استرلیتز)
- مارلون براندو (سوپرمن، امتیاز)
- جک نیکلسون (بهتر از این نمی شه)
- جرج لازنبی (در خدمت سرویس مخفی ملکه)
- جیمز کاگنی (پناهگاه، مرد هزار چهره)
- گری کوپر (آنها به کوردورا آمدند)
- آنتونی کوئین (باد سخت در جامائیکا، استرادیواری، گوتی)
- هنری فوندا (شهری در آتش)
- چارلتون هستون (سرگرد دندی، آلاسکا، بولینگ برای کلمباین)
- ویلیام هولدن (پل رودخانه کوای، آسمانخراش جهنمی، ۲۱ ساعت در مونیخ، وقتی زمان به پایان رسید (آخرین روز دنیا))
- مل فرر (اسیر اهریمن)
- برایان دانلوی (جلادان نیز می‌میرند)
- الیور رید (عمر مختار)
- شان کانری (هایلندر، اژدهادل (قلب اژدها)، صخره، یافتن فارستر، گذرگاه مارسی، هرچه سخت‌تر باشی زمین می‌خوری)
- توشیرو میفونه (ابله، یوجیمبو)
- رابرت شاو (مردی برای تمام فصول، نیش)
- کرک داگلاس (قهرمانان تلمارک (دوبله دوم))
- مایکل کین (عقاب‌ها فرود آمدند (دوبله اول))
- ایو مونتان (مزد ترس، اعتراف)
- چارلز گری (الماس‌ها همیشگی اند)
- ژوزف کاتن (فرودگاه ۷۷)
- رابرت دنیرو (شهر ساحلی، شهرک پلیس، هوادار (دوبله تلویزیون))
- لی وان کلیف (ال کندور، کاپیتان آپاچی، هفت سوار دلاور)
- ژان پل بلموندو (حرفه‌ای، طغیانگر، تک تاز، ولگرد وحشی، شانسی برای دونفر)
- الک گینس (جنگ ستارگان اپیزود چهارم: امیدی تازه - امپراتوری ضربه می‌زند - جنگ ستارگان اپیزود ششم: بازگشت جدای)
- سیلوستر استالونه (قاضی درد، تاکسی ۳، زندان (فیلم ۱۹۸۹))
- باد اسپنسر (جدال در ریو، من و اسب آبی)
- ایان مک‌کلن (مردان ایکس، هابیت، ارباب حلقه‌ها)
- دیتر هالروردن (دیدی می‌تازد، دیدی مشابه آقای رئیس. دیدی و جاسوسان. کارشناس. هری عزیز)
- دنزل واشینگتن (هفت دلاور، حصارها)
- ژرارد دی پاردیو (انتخاب اسلحه، ساکت باش)
- هریسون فورد (در مورد هنری)
- فرانسوا پریه (سامورایی)
- جیمز کابرن (هفت دلاور (دوبله دوم))
- خیم توپول ویولون‌زن روی بام
- کوین اسپیسی (محرمانه لس آنجلس)
- مل گیبسون (لبه تاریکی)
- شخصیت جابای هات (جنگ ستارگان)
- اندی سرکیس (انتقام جویان: عصر اولتران)، (جنگ ستارگان: نیرو برمی‌خیزد)
- دنی گلاور (اره، غارتگر ۲، قطار شب، اسلحه مرگبار (۱، ۲، ۳، ۴)، تک‌تیرانداز)
- آلن بیتس (هملت)
- کلیف رابرتسون (سه روز کندور)
- وینگ ریمز (انیمال ۲، مأموریت غیرممکن ۲ و ۳، شمار کشتگان)
- تامی لی جونز (جی‌اف‌کی، فراری، مردان سیاه‌پوش (۱، ۲، ۳)، از وهم تا وحشت)
- آلبرت فینی (قتل در قطار سریع‌السیر شرق (دوبله اول)، ماهی بزرگ)
- دونالد ساترلند (حالا نگاه نکن، بالاترین پیشنهاد)
- ریچارد آتن‌بورو (فرار بزرگ)
- جو دان بیکر (لبهٔ تاریکی، چارلی واریک)
- رابین ویلیامز (شب در موزه)
- ژان رنو (گودزیلا، معجون زمان)
- فارست وی تاکر (ورود)
- دواین جانسون (سریع و خشمگین ۶، سریع و خشمگین ۷، سریع و خشمگین ۸، تعقیب کوبنده، جی. آی. جو: تلافی، رمپیج، اطلاعات مرکزی)
- ساموئل ال. جکسون (پالپ فیکشن، تریپل اکس: دولت متحد، مربی کارتر، انتقام‌جویان، کاپیتان آمریکا: سرباز زمستان، انتقام‌جویان: عصر اولتران ،جنگ ستارگان قسمت اول: تهدید شبح، جنگ ستارگان قسمت دوم: حمله کلون‌ها، جنگ ستارگان قسمت سوم: انتقام سیت، کینگزمن: سرویس مخفی، هشت نفرت‌انگیز، کونگ: جزیره جمجمه، جانگوی آزاد شده، محافظ مزدور، خانه دوشیزه پرگرین برای بچه‌های عجیب)
- ایمن زیدان (مدیر کل)
- جیم کری (سرگذشت ناگوار)
- اندی گارسیا (بالاتر از افتخار)
- آلفرد مولینا (مرد عنکبوتی ۲)
- دیوید مورس (تماس، مسافران)
- توماس هیدن چرچ (مرد عنکبوتی ۳)
- تحت تعقیب (فیلم ۱۹۹۷) - جیمز دان (کینن آیوری وینز)
- جف بریجز (مرد آهنی۱، سیبیسکوت)
- سانجی دات (مونا قلدره، پسر سردار، ده، محبوبه، نافرمان، ده بالاتر از نه، رنگ شادی)
- بومان ایرانی (سه احمق)
- ریشی کاپور (جلوه عشق، خانه شلوغ ۲، نصیب)
- راج کاپور (دیوانه)
- سریال مأمور انتقال (۲۰۱۲) (بازرس تارکونی)[۱۷]
- (پروفسور کیم سانگ چئول)، بیمارستان چونا
- راجش کانا (گلستان)
- هرکول (زئوس)
- استاد اسپلینتر، کیسی جونز (سریال کارتونی لاکپشت‌های نینجا)
- خاویر باردم (دزدان دریایی کارائیب: مردگان حکایت نمی‌کنند)
- ایان مک‌شین (دزدان دریایی کارائیب: سوار بر امواج ناشناخته)

### ایرانی
- رضا عظیمی (سرتو بدزد رفیق)
- سعید راد (برزخی‌ها)
- جمشید مشایخی (ماه عسل، سراب)
- جهانگیر فروهر (دایی جان ناپلئون، مأموریت آقای شادی)
- داوود رشیدی (تفنگدار، سریال گرگ‌ها)
- فرامرز قریبیان (گوزن‌ها)
- ایرج قادری (نقره داغ، میعادگاه خشم، غلام ژاندارم)
- احمد قدکچیان (خاک و خون)
- فتحعلی اویسی (ریحانه)
- محمد مطیع (آوار، گردباد، هزاردستان)
- کامران باختر (افعی)
- محمدعلی کشاورز (طائل، آقای هالو)
- عنایت بخشی (یوزپلنگ، بالاش)
- بهروز وثوقی (کاروان‌ها)
- بهزاد رحیم خانی (گریز از مرگ)
- بهمن مفید (داش‌آکل و خاطرخواه)
- کاظم افرندینا (کفش‌های میرزا نوروز، خبرچین، هشت بهشت، بازرس ویژه، سفیر)
- منوچهر اولیایی (سازمان ۴)
- حسین گیل (سفر سنگ، شب بیست و نهم)
- محمد بانکی (شاهین طلایی)
- جمشید هاشم‌پور (دشمن، خط قرمز)
- پیمان برازنده (پایگاه جهنمی)
- محمد برسوزیان (چشم شیطان، معما)
- همایون (بابا شمل، آقای جاهل، پاکباخته)
- رضا بیک ایمانوردی (برای که قلب‌ها می‌تپد)
- سیاوش تهمورث (تشکیلات)
- علی ثابت فر (کانی مانگا)
- اکبر عبدی (سفر جادویی، روز فرشته)
- سیامک انصاری (جرم)
- رضا سعیدی (روایت عشق)*(هادی مرزبان)(فیلم سینمایی آخرین تک سوار)

### پویانمایی
- کتاب جنگل(۱۹۶۷) - کاراکتر سرهنگ هاتی (سردسته فیل‌ها)[۱۸]
- بمبی - گوزن بزرگ (پدر بمبی)
- بیست هزار فرسنگ زیر دریا (کاپیتان نمو)
- انیمیشن مادلین (راوی)
- پویانمایی ضحاک مار دوش (کاراکتر جمشید)
- پویانمایی ناسور (عمر بن سعد)
- -فیلشاه در نقش اسفل
- رابین هود (دوبله اول - به جای رابین هود)
- جالی در پویانمایی لوک خوش شانس
- فیلم کارتونی افسانه توشیشان
- گوینده تمامی شخصیت‌های سری انیمیشن‌های غلام تکثیر (مؤسسه رسانه‌های تصویری)
- خان (انیمیشن مثل نامه)

#### سریال خارجی
- از سرزمین شمالی (گورو)
- سرزمین بادها به جای حاکم تسو
- دونگ یی به جای فرمانده سئو
- سریال افسانه شجاعان به جای رن ووشین
- سریال در اعماق دریا به جای روی شایدر

## بازیگری

### تلویزیون
| عنوان            | سال       | در نقش | کارگردان              |
| ---------------- | --------- | ------ | --------------------- |
| تلخ و شیرین      | ۱۳۵۳      | خسرو   | منصور پورمند          |
| این خانه دور است | ۱۳۷۰      |        | مسعود رسام بیژن بیرنگ |
| بیمار استاندارد  | ۱۳۹۴      | خودش   | سعید آقاخانی          |
| تهران ساعت ۲۰    | دهه هفتاد |        |                       |

عالیجناب (مجموعه نمایش خانگی) حسین عرفانی در نقش جلال صفاریان-رقیب انتخاباتی دکتر ملک

### سینما
| عنوان         | سال  | در نقش     | کارگردان     |
| ------------- | ---- | ---------- | ------------ |
| زمین تلخ      | ۱۳۴۱ |            | خسرو پرویزی  |
| عشق و خشونت   | ۱۳۵۶ | معلم روستا | رضا صفایی    |
| حرمت رفیق     | ۱۳۵۶ |            | عباس کسایی   |
| با عشق مردن   | ۱۳۵۷ |            | اکبر صادقی   |
| سیم خاردار    | ۱۳۶۰ |            | مهدی معدنیان |
| خوش خیال      | ۱۳۷۱ |            | مهران تأییدی |
| شب بخیر غریبه | ۱۳۸۰ |            | علی عسگری    |

## مسابقه
| عنوان                 | شبکه                     | سال  | در نقش       | کارگردان      |
| --------------------- | ------------------------ | ---- | ------------ | ------------- |
| خانواده باحال         | شبکه نسیم برنامه خندوانه | ۱۳۹۵ | استندآپ کمدی | رامبد جوان    |
| جادوی صدا             | شبکه سه                  | ۱۳۹۵ | داور         | احمد حسینخانی |
| مسابقه تلویزیونی تلاش | شبکه یک                  | ۱۳۷۷ | مجری و داور  | حسین فردرو    |